# 劉玉瑛
劉玉瑛（1956年—）中共中央党校党建部教授，博士生导师，辽宁丹东人，1983年北京大学中文系毕业，北京市领导人才考试评价中心特聘面试专家。

## 争议
2021年5月3日，劉玉瑛在微博上發布一條評論稱讚加拿大的醫療福利，完全是全民平等。
劉玉瑛讚賞民國時期的中國大師輩出，“如蔡元培、陈寅恪、梁漱溟、闻一多、鲁迅、梁启超等，谁能告诉我为什么解放后60多年中国仅出大官，不出大师？”，批評中共建政後的中國僅出大官。
劉玉瑛又曾經批評中國的特色是「執政者，皇權思維；沒執政者，革命思維」；劉玉瑛轉發過一則微博，內容是：“开心每一天，从看标语开始。标语的内容是：哪裡有黨員，哪裡就有災情”。劉玉瑛在5月6日刪除舊貼文和停止更新個人微博。

## 主讲课程
“领导者的语言艺术”、“提高执行力，保证工作落实”、“领导决策力与执行力”、“领导沟通与协调”、“领导方法与领导艺术”等。

## 著作
书籍20余部，发表文章近百篇
- 《领导者公信力》
- 《给领导干部提个醒》，全国第三届优秀通俗理论读物
- 《关键在于落实》，被多家单位推荐为领导干部必读书
- 《落实要讲方法》
- 《做事要讲规则》
- 《领导是门大学问》
- 《诚信决定存亡》
- 《考官谈面试》

## 获奖
曾四次获得中央党校科研一等奖